# Szostka (Ukraina)
Szostka (ukr. Шостка) – miasto w północno-wschodniej części Ukrainy w obwodzie sumskim, nad rzeką Szostką (dorzecze Dniepru); siedziba władz rejonu szosteckiego. Przemysł chemiczny, spożywczy, materiałów budowlanych. Dawniej lokalizacja Svemy – największego producenta materiałów fotograficznych w ZSRR.

## Demografia
| 1926  | 1939   | 1959   | 1970   | 1979   | 1989   | 1991      | 2001   | 2013   |
| ----- | ------ | ------ | ------ | ------ | ------ | --------- | ------ | ------ |
| 8 600 | 29 000 | 39 000 | 64 000 | 82 036 | 92 882 | 95,2 tys. | 87 130 | 79 058 |

## Miasta partnerskie
- Słubice,
- Świdnik[4]